# لعلبی
لعلبی (به اسپانیایی: Albí) یک منطقهٔ مسکونی در اسپانیا است که در گاریگوس واقع شده‌است. لعلبی ۳۲٫۵ کیلومتر مربع مساحت دارد ۵۲۶ متر بالاتر از سطح دریا واقع شده‌است.